# Точка монтирования
Точка монтирования (англ. mount point) — это каталог или файл, с помощью которого обеспечивается доступ к новой файловой системе, каталогу или файлу.
Точка монтирования используется для реализации возможности динамически присоединять/отсоединять разделы диска к файловой системе во время работы операционной системы (ОС). Поддержка этой возможности в основанных на монолитных ядрах Unix-подобных ОС обеспечивается самим ядром системы и системной программой, которая вызывается при помощи командной строки утилитой mount. Монтирование устройств хранения данных используется в любой Unix-подобной ОС, в частности, утилита mount присутствует в ОС AT&T UNIX Version 5.

## Пример использования
Для присоединения к дереву каталогов второго раздела первого жёсткого диска в Unix-подобной ОС (например, GNU/Linux) необходимо выполнить следующую команду в командной строке:
```
mount -t ext3 -o iocharset=koi8-r, codepage=866 /dev/sda2 /mnt/disk2
```

```
mount /dev/sda2 /mnt/disk2
```

Эта команда, обратившись к ядру, присоединит (смонтирует) второй раздел первого жёсткого диска к каталогу с именем /mnt/disk2, при этом точка монтирования может иметь любое имя. Для этого файл устройства с именем sda2, являющийся файлом для ввода-вывода данных на драйвер жёсткого диска, после монтирования в указанный каталог будет выводить данные в драйвер файловой системы ext3, а затем, через виртуальную файловую систему, реализованную в ядре, монтируемая файловая система будет представлена в каталоге монтирования. Для пользовательских программ это будет выглядеть так, будто присоединённая файловая система является частью корневой файловой системы.
В данном примере монтируемое устройство представляет второй раздел (2) жёсткого диска (d, для оптических приводов — c) первого канала контроллера (a) и использует набор команд SCSI (об этом говорит начальная буква s).
Также команда mount при монтировании будет исходить из значения полученных от пользователя (обычно привилегией монтирования обладает суперпользователь) параметров с ключами -t (для указания типа разметки раздела диска; в данном примере использована разметка типа ext3) и -o (для указания опций, передаваемых команде mount). В первом примере в качестве параметров команде монтирования передали название кодировки (KOI8-R), используемой ОС для ввода-вывода данных, и номер кодовой страницы (866), в которой представлены имена объектов файловой системы монтируемого раздела. Если параметры не совпадут с действительными свойствами монтируемого раздела диска, пользователь получит сообщение об ошибке. Второй пример — упрощённый вариант использования этой команды, при котором все действия будут выполняться автоматически исходя из настроек по умолчанию. Размонтировать раздел диска можно командой
```
umount /dev/sda2
```

или командой
```
umount /mnt/disk2
```

При этом оба варианта эквивалентны по своему действию и результату. Следует также обратить внимание на написание команды: правильно она пишется umount, а не unmount.

## Замечание
В Unix-подобных ОС следующего поколения, таких, например, как Hurd (GNU/Hurd), которая работает поверх микроядра, монтирование файловых систем, как оно представлено в обычных Unix-подобных ОС, заменено на технологию, использующую системные серверы. В терминологии ОС Hurd они называются трансляторами. Трансляторы в ОС Hurd обеспечивают гораздо бо́льшие функциональные возможности, чем это возможно в обычных Unix-подобных ОС.

## Точки монтирования в Windows
В операционной системе Windows точки монтирования доступны при использовании файловой системы NTFS. Точки монтирования реализованы через более общую технологию точек повторной обработки. Всего существует два вида точек монтирования: точка монтирования каталога (англ. junction point) и точка монтирования тома (англ. volume mount point). Создание точек монтирования первого типа осуществляется через консольную команду mklink /J, создание точек монтирования второго типа — через команду mountvol.